# Days of Future Passed
Days of Future Passed je druhé studiové album anglické skupiny The Moody Blues. Vydáno bylo v listopadu roku 1967 společností Deram Records. Nahráno bylo ve studiu společnosti Decca v Londýně a jeho producentem byl Tony Clarke. V britské hitparádě UK Albums Chart se umístilo na sedmadvacáté příčce, většímu úspěchu se mu dostalo v americké Billboard 200, kde v roce 1972 dosáhlo třetí příčky.

## Seznam skladeb
1. „The Day Begins“ – 5:45
2. „Dawn: Dawn Is a Feeling“ – 3:50
3. „The Morning: Another Morning“ – 3:40
4. „Lunch Break: Peak Hour“ – 5:21
5. „The Afternoon: Forever Afternoon (Tuesday?) / Time To Get Away“ – 8:25
6. „Evening: The Sun Set: Twilight Time“ – 6:39
7. „The Night: Nights in White Satin“ – 7:41

## Obsazení
- Mike Pinder – mellotron, klavír, tambura, zpěv
- Ray Thomas – flétna, perkuse, klavír, zpěv
- Justin Hayward – kytara, klavír, sitár, zpěv
- John Lodge – baskytara, zpěv
- Graeme Edge – bicí, perkuse, zpěv
- Peter Knight – dirigent, aranžmá
- London Festival Orchestra